# Еремеев, Иван Максимович (генерал)
Иван Максимович Еремеев (1924—1985) — советский военный деятель и педагог, генерал-лейтенант. Начальник Серпуховского высшего военного командно-инженерного училища ракетных войск (1974—1985).

## Биография
Родился 29 января 1924 года в Москве.
С 1942 по 1943 год обучался в Виленском военно-пехотном училище РККА. С 1942 по 1957 год служил в Сухопутных войсках СССР в составе Сибирского военного округа на различных командно-штабных должностях, в том числе командиром пулемётного взвода, адъютантом командира стрелковой бригады, командиром пулемётной роты, заместителем начальника и начальником дивизионной школы по подготовке сержантского состава.
С 1957 по 1960 год обучался на командном факультете Военной академии имени М. В. Фрунзе, которую окончил с отличием.
С 1960 года служил в составе Ракетных войск стратегического назначения СССР. С 1960 по 1964 год — начальник штаба и заместитель командира 826-го ракетного полка, с 1964 по 1968 год — командир 826-го ракетного полка в составе 39-й гвардейской ракетной дивизии, в состав полка входили две пусковые установки с межконтинентальными баллистическими ракетами «Р-16». Ракетный полк под руководством И. М. Еремеева освоил ракетный комплекс с баллистической ракетой средней дальности наземного базирования «Р-5» и подразделениями полка на полигоне Капустин Яр были успешно проведены учения в составе Операции «Гром» по запуску баллистической ракеты «Р-5М» со штатным ядерным зарядом. С 1965 по 1966 год обучался на Высших командных академических курсах при Военной инженерной академии имени Ф. Э. Дзержинского.
С 1968 по 1969 года — начальник штаба и заместитель командира 39-й ракетной дивизии. С 1969 по 1974 год — командир 47-й ракетной дивизии, в составе 53-й ракетной армии. В частях дивизии под руководством И. М. Еремеева состояли стратегические пусковые ракетные установки с межконтинентальными баллистическими ракетами «Р-16», а так же с жидкостными межконтинентальными баллистическими ракетами шахтного базирования «УР-100» и «УР-100К».
С 1974 по 1985 год — начальник Серпуховского высшего военного командно-инженерного училища ракетных войск. 13 июня 1983 года Приказом Министра обороны СССР № 0143 Серпуховскому высшему военному командно-инженерному училищу под руководством И. М. Еремеева было присвоено почётное наименование Ленинского комсомола.
Скончался 7 июня 1985 года в Москве, похоронен на Кунцевском кладбище.

## Высшие воинские звания
- Генерал-майор (6.11.1970)
- Генерал-лейтенант (28.10.1976)[8]

## Награды
- Орден Красного Знамени
- Орден Трудового Красного Знамени
- Орден Красной Звезды
- Орден «За службу Родине в Вооружённых Силах СССР» III степени
- Медаль «За боевые заслуги»
- Медаль «За победу над Германией в Великой Отечественной войне 1941—1945 гг.»[1]